# Rivière Iktotat
Rivière Iktotat är ett vattendrag i Kanada.   Det ligger i provinsen Québec, i den östra delen av landet, 1 700 km norr om huvudstaden Ottawa.
Omgivningarna runt Rivière Iktotat är i huvudsak ett öppet busklandskap. Trakten runt Rivière Iktotat är nära nog obefolkad, med mindre än två invånare per kvadratkilometer.